# Фредерік Герцберг
Фредерік Ірвінг Герцберг (англ. Frederick Irving Herzberg, 18 квітня 1923, Лінн, графство Ессекс, штат Массачусетс, США — 19 січня 2000, Солт-Лейк-Сіті, округ Солт-Лейк, штат Юта, США) американський психолог, професор, вихователь, соціолог, економіст, який став одним із найвпливовіших викладачів та консультантів з управління після Другої світової війни. Постать Фредеріка Герцберга широко відома в соціальній психології завдяки теорії мотивації, її вважають найбільшим відкриттям науковця. Вона посприяла поліпшенню умов праці на робочому місці в багатьох компаніях світу. Публікація Герцберга «Ще раз, як ви мотивуєте співробітників?», яка вийшла в 1968 році на основі його досліджень, до 1987 року розійшлася тиражем в 1,2 мільйона екземплярів і стала найбільш популярною статтею з журналу «Harvard Business Review».

## Біографія
Фредерік Ірвінг Герцберг народився 18 квітня в Лінні штат Массачусетс у сім'ї литовських іммігрантів Гертруди Ірвінг та Льюїса Герцберга. У цьому місті психолог і його сестри Міріам та Перл провели дитинство та молоді роки. Коли Фредеріку виповнилося 13 вони з батьками покинули рідний дім і переїхали до Нью-Йорка. Згодом у 1939 році Герцберг вступив у Міський Нью-Йоркський коледж, де не дивлячись на юний вік, завдяки своїм здібностям одразу здобув стипендію. Також у цьому центрі він розпочав пізнання історії та психології. Але отримати диплом Фредерік зможе лише у 1946 році, оскільки з початком Другої світової війни науковець перервав навчання, щоб піти в армію. Він був одним із перших американських солдатів, які прибули до концтабору Дахау. Пізніше психолог сказав, що досвід, а також його розмови зі звичайними німцями, які жили поблизу табору, призвели до того, що він зосередився на мотивації. Після закінчення війни Герцберг отримав відзнаку, та продовжив цивільне життя разом зі своєю дружиною Ширлі Беделл, з якою вони побралися у 1944 році. Згодом Фредерік повернувся до міського коледжу Нью-Йорка, і закінчивши його в 1946 здобув ступінь магістра з психології, а через два роки він також здобуває ступінь магістра в галузі науки та охорони здоров'я та ступінь доктора філософії на основі досліджень електрошокової терапії в Піттсбурзькому університеті.
У 1950-х роках, після короткого перебування в службі психологічної допомоги в Піттсбурзі, він приєднався до відділу досліджень та проектів Американської служби охорони здоров'я. Згодом Фредерік став директором кафедри психології в Західному резервному університеті Кейса у Клівленді, перебуваючи на цій посаді, він спеціалізувався на галузі управління бізнесом, і також створив кафедру промислового психічного здоров'я. Першою популярною роботою Фредеріка є книга «Мотивація до праці», яка була написана разом з Бернардом Моснером та Барбарою Блох Снідерман на основі їхньої спільної роботи.
У 1972 році Герцберг разом з дружиною та сином Марком переїхав до Університету штату Юта, де науковець викладав до своєї пенсії. Протягом всієї своєї кар'єри Фредерік Герцберг часто консультував багатонаціональних корпоративних гігантів, таких як AT&T, Texas Instruments, British Petroleum, Shell. Він багато працював в Ізраїлі та Японії, та був одним із перших американських консультантів, які вивчали психологію працівників у Радянському Союзі. У 1995 році Фредерік завдяки його книзі «Праця і природа людини», був визнаний одним із найвпливовіших авторів в області теорії і практики управління бізнесом в 20-му столітті, ця книга є однією з найважливіших публікацій у цій галузі.
В 1997 році дружина психолога Ширлі, померла. У свої пізні роки він продовжував викладати та розширювати свої ідеї щодо мотивації у світі праці, відносин між працівником та роботодавцем та того, як ці фактори впливають на добробут на робочому місці. Помер Фредерік Ірвінг Герцберг у 76-річному віці, у Солт-Лейк-Сіті 19 лютого від серцевого нападу та травм, отриманих внаслідок падіння.

## Розвиток теорії мотивації
Перші дослідження Герцберга почалися з опитування двохсот інженерів і бухгалтерів з міста Піттсбург, та збору точних даних, які згодом стали основою для подальшого вивчення і розвитку його теорії мотивації. Варто зазначити, що методи дослідження, які використовував вчений були інноваційні для свого часу. Оскільки він був одним із перших, хто використовував розгорнуті опитування без попередніх думок про те, що респонденти можуть відповісти. До цього моменту звичайним явищем було опитування за допомогою закритих питань, варіантами «так» і «ні», які не дозволяли респонденту детальніше висловлювати свої думки чи почуття. Опублікувавши свою першу книгу, в якій він описав принципи теорії мотивації та гігієни, Герцберг розширював її в наступних роботах, зокрема «Праця і природа людини». Фредерік оскаржив припущення, що працівники мотивуються насамперед грошима та іншими відчутними благами. Він стверджував, що хоча низька заробітна плата та незручні умови праці можуть зробити працівників незадоволеними, вирішення цих проблем недостатньо для створення ефективної робочої сили. Він назвав такі фактори задоволення працівників «гігієною». Щоб справді мотивувати робітників, компаніям потрібно було не лише досягти прийнятних рівнів гігієни, а й запровадити практику, яка робить людей щасливими. Його дослідження вказувало на елементи, включаючи роботу, які дозволяють співробітникам відчувати, що вони чогось досягають. Також він казав, що визнання також є потужним мотиватором, і деколи воно перевищує можливості оплати праці та просування по службі.